# Cal Bartomeu (Castellcir)
Cal Bartomeu és una casa antiga del poble de Castellcir, en el terme municipal del mateix nom, a la comarca del Moianès.
Està situada en el Carrer de l'Amargura, nucli primigeni de Castellcir. És al costat sud del carrer, en els números 40-42. El nom prové del seu propietari a mitjan segle xix. La casa és de doble cos perquè havia englobat les cases de Cal Filo. A més, en l'actualitat també té unida Cal Xapano.
Cal Bartomeu, Cal Filo i Cal Xapano acullen la botiga, estanc i bar de Castellcir.